# Marko Kon
Marko Kon (srbskou cyrilicí Марко Кон; * 20. dubna 1972 Bělehrad, SR Srbsko, SFR Jugoslávie, dnes Srbsko) je srbský skladatel, textař, aranžér, producent, interpret populární hudby.

## Kořeny
Narodil se židovskému otci a srbské matce.

## Kariéra
Svou první kapelu založil ve věku 9 let. Hraje klarinet, dudy, housle, saxofon, kytara, basa, bicí.
Do roku 2009 napsal přes 800 písní a zazpíval více než v tisícovce nahrávek.[zdroj?] Také se účastnil roku 2011 festivalu Ohrid.
Byl jedním z těch, kdo napsali píseň "Ludi letnji ples" (Луди летњи плес), která v roce 2006 vyhrála národní srbské kolo Beovizija.

### Beovizija
Ve finále Beovizija 2009 se vybrálo z 11 skladeb a píseň "Cipela" získala nejvíce hlasů od poroty a diváků, kteří hlasovali prostřednictvím SMS. V porotě usedli zpěvák a skladatel Kornelije Kovač, zpěvák Zeljko Joksimović a hudební umělec Biljana Krstić.

### Eurovision Song Contest
V květnu zastupoval Srbsko na Eurovision Song Contest 2009 spolu s Milanem Nikolićem. v Olympijské aréně v Moskvě. Píseň "Cipela" (Ципела, česky Bota) byla vybrána v srbském národním výběru Беовизија 2009. Zúčastnil se 2. semifinále, ale do finále soutěže se nekvalifikovala. Pokud se podíváme na počet hlasů, které dostal v semifinále, Srbsko se umístila na 10. místě a z tohoto místa by měla finálovou kvalifikaci jistou. Kdyby byl systém stejný jako před rokem 2008, tak by společně s nejlepší desítkou postoupil. Tehdy ale porotci dali přednost Chorvatsku, které bylo na 13. místě.